# Odontites
Odontites (Ludwig, 1760) è un genere di piante spermatofite dicotiledoni appartenenti alla famiglia delle Orobanchaceae (tribù Rhinantheae).

## Etimologia
Il nome del genere deriva dal greco "odos" o "odontos" (= dente, del dente). Tale nome appare per la prima volta in uno scritto di Gaio Plinio Secondo (Como, 23 – Stabiae, 25 agosto 79]), scrittore, ammiraglio e naturalista romano, e si riferisce al suo uso per il trattamento del mal di denti. Il nome scientifico del genere è stato proposto dal botanico di lingua tedesca Ludwig (1709–1773) nella pubblicazione "Gen. ed. Boehm. 126; Moench, Meth. 439" del 1760.

## Descrizione
(I dati morfologici si riferiscono soprattutto alle specie europee e in particolare a quelle spontanee italiane.)

Queste piante raggiungono una altezza massima di mezzo metro (8 dm nella specie Odontites bocconei con forma biologica camefita suffruticosa). La forma biologica prevalente è terofita scaposa (T scap), ossia in generale sono piante erbacee che differiscono dalle altre forme biologiche poiché, essendo annuali, superano la stagione avversa sotto forma di seme e sono munite di asse fiorale eretto e spesso privo di foglie. Sono piante semiparassite (ossia contengono ancora clorofilla) e sono provviste di uno o più austori connessi alle radici ospiti per ricavare sostanze nutritive.

### Radici
Le radici in genere sono tipo fittone.

### Fusto
La parte aerea del fusto è eretta e ascendente, oppure prostrata; normalmente è ramosa con superficie più o meno pubescente.

### Foglie
Le foglie lungo il caule sono disposte in modo opposto. Sono sessili o appena picciolate. La forma della lamina varia da lineare a lanceolata con bordi appena dentati. 

### Infiorescenza
Le infiorescenze sono formate da racemi allungati spiciformi unilaterali. Spesso sono presenti delle brattee.

### Fiore
I fiori sono ermafroditi, zigomorfi e tetraciclici (con i quattro verticilli fondamentali delle Angiosperme: calice – corolla – androceo – gineceo). in genere sono più o meno pentameri (ogni verticillo ha 5 elementi).
- Formula fiorale: per questa pianta viene indicata la seguente formula fiorale:

X, K (4), [C (2+3), A 2+2], G (2), (supero), capsula
- Calice: il calice, gamosepalo, ha quattro denti (tetramero); la forma è tubulosa-conica-campanulata.
- Corolla: la corolla, pentamera (a cinque lobi) e simpetala, è bilabiata; il labbro inferiore ha tre lobi più o meno interi; il colore è roseo-vinoso o giallastro. La corolla in genere è più lunga del calice ed è priva dello sperone.
- Androceo: gli stami dell'androceo sono quattro didinami; sono inseriti nel tubo corollino. Le antere sono glabre e sporgono dalle fauci corolline. Le antere sono conniventi ed hanno una loggia portante un cornetto allungato (i cornetti sono uguali fra di loro). Le sacche polliniche hanno l'estremità inferiore a forma di freccia[8]
- Gineceo: i carpelli del gineceo sono due e formano un ovario unico supero biloculare (derivato dai due carpelli iniziali). Lo stilo è unico lievemente più lungo degli stami ed è inserito all'apice dell'ovario; lo stimma è capitato.

### Frutti
Il frutto è del tipo a capsula deiscente; la forma è obovata con superficie pubescente; sporge appena dal calice. I semi sono numerosi.

## Riproduzione
- Impollinazione: l'impollinazione avviene tramite insetti (impollinazione entomogama).
- Riproduzione: la fecondazione avviene fondamentalmente tramite l'impollinazione dei fiori (vedi sopra).
- Dispersione: i semi cadendo a terra (dopo essere stati trasportati per alcuni metri dal vento per merito del pappo – disseminazione anemocora) sono successivamente dispersi soprattutto da insetti tipo formiche (disseminazione mirmecoria).

In queste piante il semiparassitismo è tale per cui anche i semi per germogliare hanno bisogno della presenza delle radici della pianta ospite; altrimenti le giovani piantine sono destinate ad una precoce degenerazione. Alcune ricerche sulla specie Odontites vulgaris hanno dimostrato che se si semina in modo molto fitto, si riesce ad ottenere comunque la fioritura di alcune piantine lontane da eventuali piante ospiti. Questo in quanto le piantine più robuste con i loro austori assorbono le sostanze di quelle più deboli che così deperiscono più velocemente.

## Distribuzione e habitat
Il genere Odontites è distribuito in Europa (dalla Penisola Iberica alla Russia e dalla Penisola scandinava alla Grecia), in Africa (areale del Magreb), in Asia (Anatolia, Asia mediterranea, India e Cina); le sue specie preferiscono climi per lo più temperati (o aridi) delle regioni extratropicali.

### Distribuzione e habitat alpino
Delle 8 specie spontanee della flora italiana 5 vivono sull'arco alpino. La tabella seguente mette in evidenza alcuni dati relativi all'habitat, al substrato e alla distribuzione delle specie alpine.
| Specie | Comunità vegetali | Piani vegetazionali | Substrato | pH     | Livello trofico | H2O   | Ambiente | Zona alpina                                   |
| --- | ----------------- | ------------------- | --------- | ------ | --------------- | ----- | -------- | --------------------------------------------- |
| Odontites lanceolatus | 2                 | montano collinare   | Ca        | basico | basso           | arido | B1       | CN TO AO                                      |
| Odontites luteus | 9                 | montano collinare   | Ca - Si   | neutro | basso           | arido | F2 I1    | tutto l'arco alpino                           |
| Odontites vernus | 2                 | montano collinare   | Ca - Si   | neutro | alto            | medio | B1       | discontinuo su tutto l'arco alpino            |
| Odontites viscosus | 14                | montano collinare   | Ca - Si   | neutro | basso           | arido | F2       | TO AO                                         |
| Odontites vulgaris | 11                | montano collinare   | Ca - Si   | neutro | alto            | medio | F3       | tutto l'arco alpino (meno frequente ad ovest) |
| Legenda e note alla tabella. Substrato con “Ca/Si” si intendono rocce di carattere intermedio (calcari silicei e simili); vengono prese in considerazione solo le zone alpine del territorio italiano (sono indicate le sigle delle province). Comunità vegetali: 2 = comunità terofitiche pioniere nitrofile; 9 = comunità a emicriptofite e camefite delle praterie rase magre secche; 11 = comunità delle macro- e megaforbie terrestri; 14 = comunità forestali; Ambienti: B1 = campi, colture e incolti; F2 = praterie rase, prati e pascoli dal piano collinare al subalpino; F3 = prati e pascoli mesofili e igrofili; I1 = boschi di conifere; |                   |                     |           |        |                 |       |          |                                               |

## Tassonomia
La famiglia di appartenenza del genere (Orobanchaceae) comprende soprattutto piante erbacee perenni e annuali semiparassite (ossia contengono ancora clorofilla a parte qualche genere completamente parassita) con uno o più austori connessi alle radici ospiti. È una famiglia abbastanza numerosa con circa 60 - 90 generi e oltre 1700 - 2000 specie (il numero dei generi e delle specie dipende dai vari metodi di classificazione) distribuiti in tutti i continenti. Il genere Odontites comprende circa 30 - 40 specie di cui 8 sono presenti nella flora spontanea italiana.

### Filogenesi
La classificazione tassonomica del genere è in via di definizione in quanto fino a poco tempo fa apparteneva alla famiglia delle Scrophulariaceae (secondo la classificazione ormai classica di Cronquist), mentre ora con i nuovi sistemi di classificazione filogenetica (classificazione APG) è stata assegnata alla famiglia delle Orobanchaceae e tribù Rhinantheae..
Secondo una recente ricerca di tipo filogenetico la famiglia Orobanchaceae è composta da 6 cladi principali nidificati uno all'interno dell'altro. Il genere Odontites si trova nel penultimo clade più interno (relativo alla tribù Rhinantheae) insieme ai generi Bartsia, Lathraea, Rhinanthus, Rhynchocorys, Parentucellia, Euphrasia, Tozzia e Melampyrum. In particolare nella ricerca citata la specie Odontites himalyicus risulta “gruppo fratello” del gruppo di specie Bartsia trixago, Bartsia crenata, Parentucellia latifolia e Parentucellia viscosa.

### Specie spontanee italiane
Per meglio comprendere ed individuare le varie specie del genere (solamente per le specie spontanee della flora italiana) l'elenco che segue utilizza in parte il sistema delle chiavi analitiche..
- Gruppo 1A: il ciclo biologico delle piante è annuo; la superficie è più o meno pubescente o irsuta;

- Gruppo 2A: il fusto è eretto; le antere sono sporgenti ed hanno un ciuffo di peli;

- Gruppo 3A: la corolla dei fiori è gialla;

- Gruppo 4A: la lamina delle foglie ha una forma lineare, sono larghe 1 - 4 mm e in genere il contorno è intero;

- Gruppo 5A: la superficie del fusto è ricoperta di peli ghiandolari patenti;

- Odontites viscosus  (L.) Clairv. - Perlina vischiosa: l'altezza della pianta varia da 2 a 5 dm; il ciclo biologico è annuo; la forma biologica è terofita scaposa (T scap); il tipo corologico è Ovest - Eurimediterraneo; l'habitat tipico sono i boschi cedui, le radure boschive e le zone a cespuglieti; questa pianta si trova al Nord-Ovestfino ad un'altitudine compresa tra 100 e 800 m s.l.m..

- Gruppo 5B: la superficie del fusto è ricoperta di peli appressati o increspati;

- Odontites rigidifolia (Biv.) Benth. - Perlina siciliana: la corolla è lunga 1,3 - 1,5 volte la lunghezza del calice; le antere sono incluse nella corolla; le brattee dell'infiorescenza sono lunghe 4 - 5 mm. L'altezza della pianta varia da 1 a 4 dm; il ciclo biologico è annuo; la forma biologica è terofita scaposa (T scap); il tipo corologico è Sud-Ovest -Mediterraneo; l'habitat tipico sono gli incolti aridi e i pascoli; questa pianta si trova in Sicilia fino ad un'altitudine di 1000 m s.l.m..
- Odontites viscosus  (L.) Clairv. - Perlina vischiosa: la corolla è lunga 2 volte la lunghezza del calice; le antere sono sporgenti dalla corolla; le brattee dell'infiorescenza sono lunghe 6 - 8 mm. L'altezza della pianta va da 2 a 5 dm; il ciclo biologico è annuo; la forma biologica è terofita scaposa (T scap); il tipo corologico è Ovest - Eurimediterraneo; l'habitat tipico sono i boschi cedui, le radure boschive e le zone a cespuglieti; questa pianta si trova al Nord-Ovest fino ad un'altitudine compresa tra 100 e 800 m s.l.m..

- Gruppo 4B: la lamina delle foglie ha una forma lanceolata, sono larghe 4 - 10 mm e in genere il contorno è dentellato;

- Odontites lanceolatus (Gaudin) Rchb. - Perlina lanceolata: l'altezza della pianta va da 2 a 5 dm; il ciclo biologico è annuo; la forma biologica è terofita scaposa (T scap); il tipo corologico è Orofita - Nord Ovest Mediterraneo; l'habitat tipico sono i prati aridi; questa pianta si trova al raramente Nord-Ovest fino ad un'altitudine compresa tra 100 e 1500 m s.l.m..

- Gruppo 3B: la corolla dei fiori è roseo-vinosa;

- Odontites vulgaris Moench - Perlina rossa: il primo paia di foglie al di sopra della coppia superiore di rami non è provvisto di fiori ascellari. L'altezza della pianta varia da 1 a 5 dm; il ciclo biologico è annuo; la forma biologica è terofita scaposa (T scap); il tipo corologico è Eurasiatico; l'habitat tipico sono gli ambienti umidi; questa pianta è presente su tutto il territorio italiano fino ad una altitudine di 1500 m s.l.m..
- Odontites vernus (Bellardi) Dumort. - Odontite primaverile: il primo paia di foglie al di sopra della coppia superiore di rami è provvisto di fiori ascellari. L'altezza della pianta varia da 1 a 5 dm; il ciclo biologico è annuo; la forma biologica è terofita scaposa (T scap); il tipo corologico è Europeo; l'habitat tipico sono i campi argillosi e i sentieri; questa pianta è presente su tutto il territorio italiano fino ad una altitudine di 1500 m s.l.m..

- Gruppo 2B: il portamento del fusto è prostrato; le antere sono interne alla corolla e sono glabre;

- Odontites corsica (Loisel.) G. Don - Perlina sardo-corsa: l'altezza della pianta varia da 5 a 20 cm; il ciclo biologico è annuo; la forma biologica è terofita scaposa (T scap); il tipo corologico è Endemico; l'habitat tipico sono i pascoli sassosi; questa pianta si trova in Sardegna fino ad una altitudine compresa tra 500 e 1600 m s.l.m..

- Gruppo 1B: il portamento delle piante è simile a cespuglietti con fusti legnosi e superficie completamente glabra;

- Odontites bocconei  (Guss.) Walp. - Perlina di Boccone: l'altezza della pianta varia da 4 a 8 dm; il ciclo biologico è perenne; la forma biologica è camefita suffruticosa (Ch suffr); il tipo corologico è Endemico; l'habitat tipico sono le rupi calcaree; questa pianta si trova in Sicilia fino ad una altitudine compresa tra 300 e 1600 m s.l.m..

### Specie europee
Oltre alle specie presenti nella flora spontanee italiana, nel resto dell'Europa e dell'areale Mediterraneo sono presenti le seguenti altre specie:
- Odontites aucheri Boiss., 1844 - Distribuzione: Anatolia e Asia mediterranea
- Odontites cypria Boiss., 1879 - Distribuzione: Cipro
- Odontites discolor Pomel, 1875 - Distribuzione: Algeria
- Odontites foliosa Pérez Lara, 1894 - Distribuzione: Spagna
- Odontites fradini Pomel - Distribuzione: Algeria e Tunisia
- Odontites glutinosa (M. Bieb.) Benth., 1846 - Distribuzione: Penisola Balcanica (meridionale), Anatolia e Asia mediterranea
- Odontites granatensis Boiss., 1838 - Distribuzione: Spagna
- Odontites holliana (Lowe) Benth. - Distribuzione: Madera
- Odontites jaubertiana (Boreau) Walp., 1844 - Distribuzione: Francia
- Odontites kaliformis (Pourr.) Pau, 1907 - Distribuzione: Spagna
- Odontites linkii Boiss., 1856 - Distribuzione: Grecia e Creta
- Odontites litoralis (Fr.) Fr., 1845 - Distribuzione: Europa (centro-settentrionale)
- Odontites longiflora (Vahl) Webb, 1838 - Distribuzione: Spagna e Marocco
- Odontites mesatlantica Emb. & Maire, 1931 - Distribuzione: Marocco
- Odontites powellii Maire, 1924 - Distribuzione: Marocco
- Odontites purpurea (Desf.) G. Don, 1838 - Distribuzione: Spagna e Magreb
- Odontites pyrenaeus (Bubani) Rothm., 1935 - Distribuzione: Spagna e Francia
- Odontites rameauana Emb. - Distribuzione: Marocco
- Odontites tenuifolia (Pers.) G. Don, 1838 - Distribuzione: Penisola Iberica
- Odontites violacea Pomel - Distribuzione: Algeria e Marocco

### Sinonimi
L'entità di questa voce ha avuto nel tempo diverse nomenclature. L'elenco seguente indica alcuni tra i sinonimi più frequenti:
- Dispermotheca Beauverd
- Macrosyringion Rothm.
- Odontitella Rothm.
- Orthantha (Benth.) A. Kern.
- Orthanthella Rauschert
- Odontites sect. Orthantha Benth.

## Alcune specie

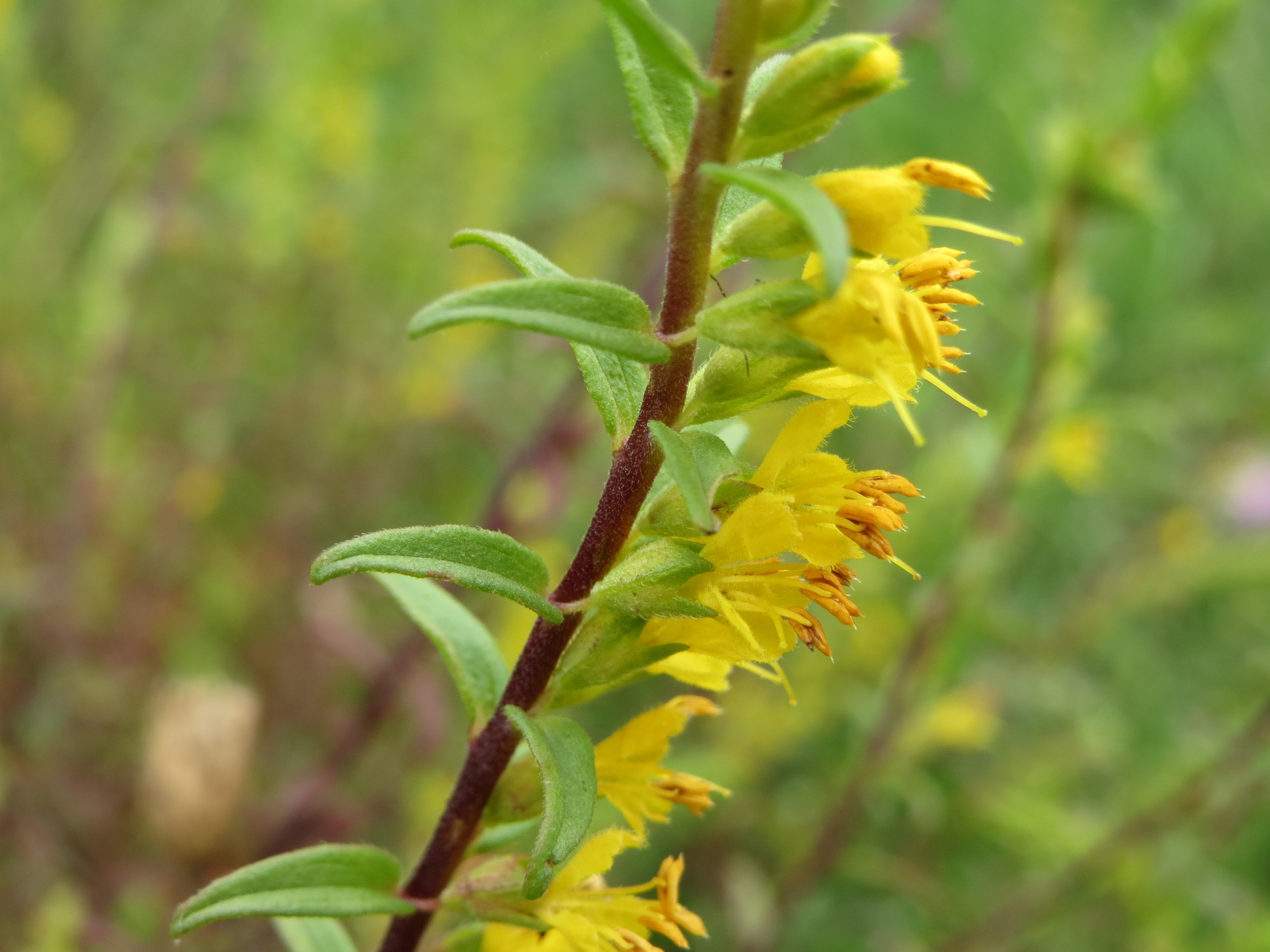
Odontites luteus
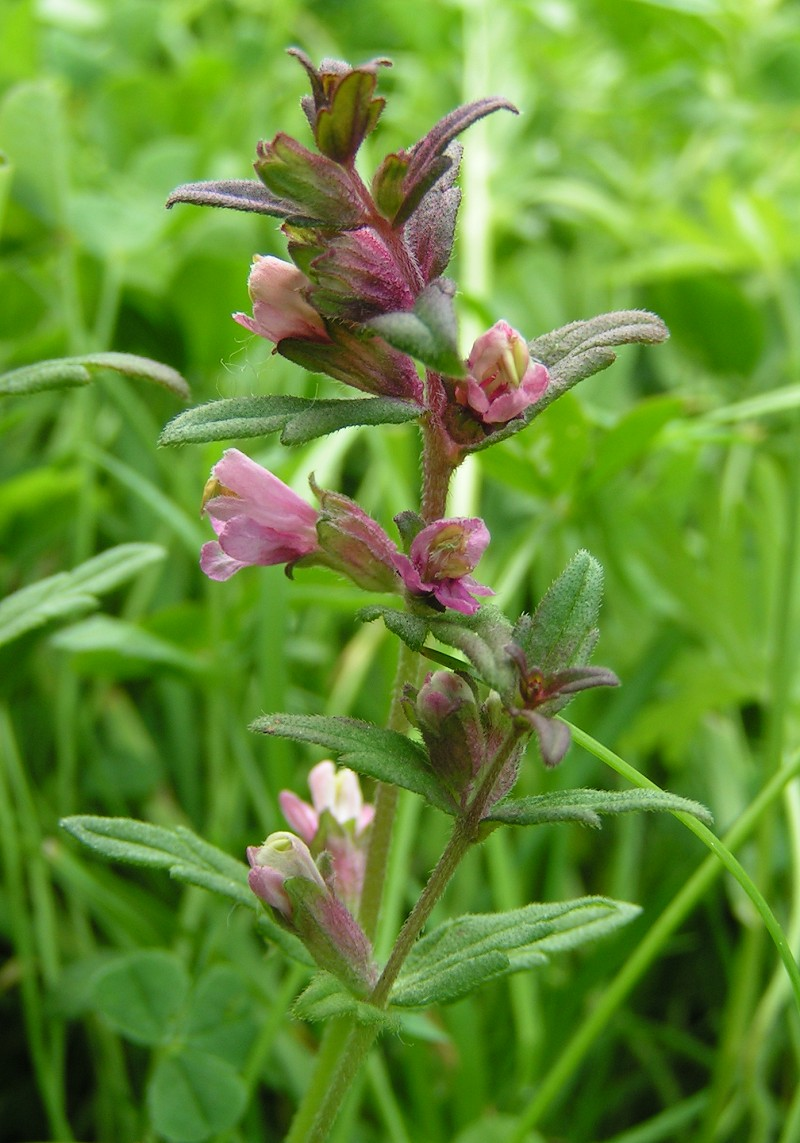
Odontites vernus
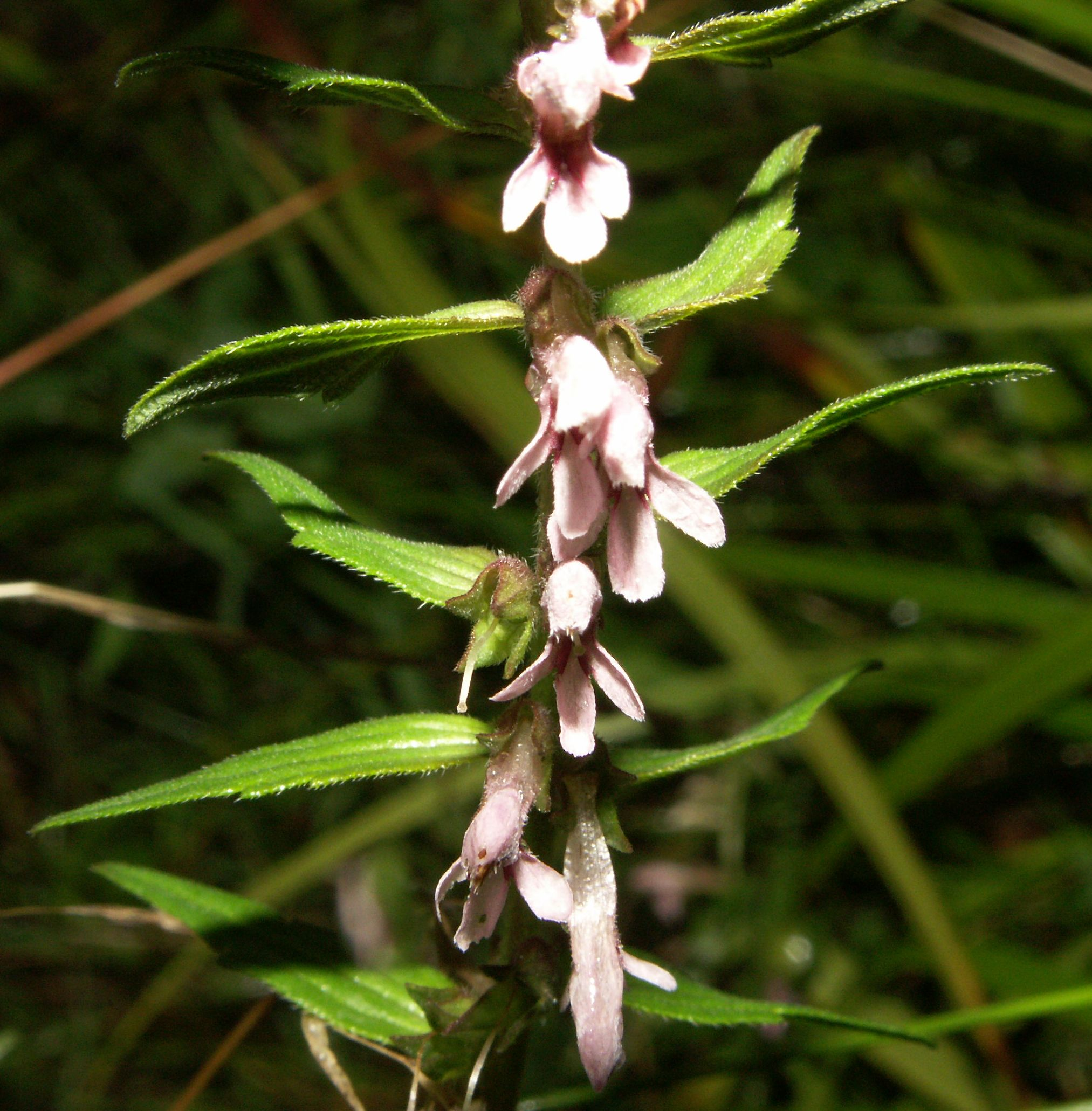
Odontites vulgaris